# Santa Rosa de Lima (kommunhuvudort)
Santa Rosa de Lima är en kommunhuvudort i Guatemala.   Den ligger i departementet Departamento de Santa Rosa, i den södra delen av landet, 40 km sydost om huvudstaden Guatemala City. Santa Rosa de Lima ligger 948 meter över havet och antalet invånare är 5 984.
Terrängen runt Santa Rosa de Lima är varierad. Santa Rosa de Lima ligger nere i en dal. Runt Santa Rosa de Lima är det ganska tätbefolkat, med 239 invånare per kvadratkilometer. Närmaste större samhälle är Barberena, 11,2 km sydväst om Santa Rosa de Lima. Omgivningarna runt Santa Rosa de Lima är en mosaik av jordbruksmark och naturlig växtlighet.